# 山本英輔
山本英輔（やまもと えいすけ、1876年（明治9年）5月15日 - 1962年（昭和37年）7月27日）は、日本の海軍軍人。最終階級は海軍大将。鹿児島県出身。山本権兵衛元内閣総理大臣の甥（権兵衛の兄吉蔵の息子）にあたり、「封じ袴の大将」と呼ばれた。

## 経歴
慶應義塾幼稚舎、攻玉社を経て、海軍兵学校第24期、海軍大学校第5期卒業。同期に大角岑生大将がいる。海軍兵学校の入校時の成績順位は18名中第8位、卒業時成績順位は18名中次席。在校中の1896年（明治29年）1月29日に学業品行優等章を受章している。日露戦争には第2艦隊参謀として参戦しており、日本海海戦などを歴戦した。軍令部参謀であった1909年（明治42年）には、上司の山屋他人軍令部第二班長に「飛行器」の研究・採用を主張する意見書を提出しており、日本海軍で航空戦力の将来性に注目した最初の人物である。
山本はドイツ駐在武官や海軍大学校校長、練習艦隊司令官等を経て、1927年（昭和2年）に新設された海軍航空本部の初代本部長に就任した。その後は横須賀鎮守府司令長官や連合艦隊司令長官といった要職を歴任している。
政治的にはロンドン海軍軍縮条約に反対しており、いわゆる艦隊派に属していた。また、陸軍皇道派の活動に理解を示していたことから1936年（昭和11年）の二・二六事件の際には、一時陸軍から暫定内閣の首班候補に擬されたが、首相には広田弘毅が就任し、山本英輔内閣は誕生しなかった。事件後、陸軍将校の被告達や真崎甚三郎陸軍大将との関係が濃いと見られたことから危険視され予備役に編入された。この時に中村良三、小林躋造の両大将も予備役に編入されている。なお海軍は二・二六事件に強硬な態度を取り、軍事参議官会議で、末次信正、中村、小林は海軍兵力による武力討伐に賛成したが、山本は反対であった。墓所は青山霊園(1ロ10-3丁)
娘婿に日本出版販売社長・会長を務めた杉浦俊介（杉浦敏介の兄）。

## 年譜
- 1894年（明治27年）11月24日 - 海軍兵学校入校
- 1897年（明治30年） - 海軍兵学校卒業（24期）
- 1907年（明治40年） - 海軍大学校卒業（5期）
- 1911年（明治44年） - ドイツ駐在武官
- 1915年（大正4年） - 任 海軍大佐
- 1918年（大正7年）7月5日 - 戦艦三笠艦長
- 1920年（大正9年）12月1日 - 任 海軍少将
- 1923年（大正12年）6月1日 - 海軍大学校校長
- 1924年（大正13年）12月1日 - 任 海軍中将、第5戦隊司令官
- 1926年（大正15年）1月15日 - 練習艦隊司令官
- 1927年（昭和2年）4月5日 - 航空本部長
- 1928年（昭和3年）12月10日 - 横須賀鎮守府司令長官兼将官会議議員
- 1929年（昭和4年）11月11日 - 連合艦隊司令長官 兼 第1艦隊司令長官
- 1931年（昭和6年）
  - 4月1日 - 任 海軍大将
  - 12月1日 - 軍事参議官
- 1932年（昭和7年）
  - 2月2日 - 横須賀鎮守府司令長官
  - 10月10日 - 軍事参議官
- 1934年（昭和9年）2月9日 - 議定官
- 1936年（昭和11年）
  - 3月28日 - 待命
  - 3月30日 - 予備役
- 1947年（昭和22年）11月28日 - 公職追放の仮指定を受ける[2]。

## 栄典
位階
- 1924年（大正13年）12月27日 - 従四位[3]
- 1931年（昭和6年）4月15日 - 従三位[4]
- 1934年（昭和9年）5月1日 - 正三位[5]

勲章等
- 1906年（明治39年）4月1日 - 功五級金鵄勲章・勲五等双光旭日章・明治三十七八年従軍記章[6]
- 1912年（大正元年）11月21日 – 勲四等瑞宝章[7]
- 1931年（昭和6年）5月14日 - 勲一等瑞宝章[8]
- 1940年（昭和15年）8月15日 - 紀元二千六百年祝典記念章[9]